# Hrvatski malonogometni kup 2012./13.
Hrvatski malonogometni kup za sezonu 2012./13. je osvojio Kijevo iz Knina.

## Rezultati

### Završni turnir
Final 8 turnir održan u Kninu od 19. do 21. travnja 2013.
| klub1            | rez.            | klub2                  |
| četvrtzavršnica  | četvrtzavršnica | četvrtzavršnica        |
| ---------------- | --------------- | ---------------------- |
| Split Tommy      | 6:2             | Vrgorac                |
| Uspinjača Zagreb | 2:1             | Porto Tolero Ploče     |
| Kijevo Knin      | 5:0             | Petrinjčica (Petrinja) |
| Nacional Zagreb  | 4:1             | Murter                 |
|                  |                 |                        |
| poluzavršnica    |                 |                        |
| Split Tommy      | 2:9             | Kijevo Knin            |
| Uspinjača Zagreb | 2:2 (2:0 pen)   | Nacional Zagreb        |
|                  |                 |                        |
| za pobjednika    |                 |                        |
| Kijevo Knin      | 5:3             | Uspinjača Zagreb       |